# Olga Šapoval
Olga Šapoval (Kiev, 5 febbraio 1985) è una modella e attrice ucraina che vive e lavora in Italia.

## Biografia
Nata a Kiev, vive a Roma dall'età di otto anni. È iscritta alla Facoltà di architettura.
Oltre al lavoro di attrice soprattutto televisiva, svolge quello di modella, fotomodella ed indossatrice e lavora in campo pubblicitario.
Tra le fiction televisive cui ha preso parte, ricordiamo Boris (2007), Don Matteo (2009), I liceali (2011) e Provaci ancora prof! (2008-2017).

## Filmografia

### Cinema
- Destiny Angles, regia di Gabriel Cash (2007)
- Il mistero di Laura, regia di Giovanni Galletta (2012)
- L'insonne: Ouverture, regia di Alessandro Giordani (2016)

### Televisione
- Boris - serie TV, 1 episodio (2007)
- CentoVetrine . soap opera, 74 episodi (2008)
- Don Matteo - serie TV, 1 episodio (2009)
- Freaks! - serie TV, 1 episodio (2011)
- I liceali - serie TV, 1 episodio (2011)
- Tutte le ragazze con una certa cultura - serie TV, 1 episodio (2014)
- Provaci ancora prof! - serie TV, 9 episodi (2008-2017)

## Altre esperienze
- Al Crocevia della Musica - Videoclip dei Rumba De Mar (2008)
- Wind - Natale 2007 - Spot pubblicitario
- Spirale Ovale - Videoclip degli Articolo 31
- Il supplente, regia di Andrea Jublin - Cortometraggio (2006)
- Così Fragile/Indifference - Videoclip degli A New Horizon (2011)